# Élections locales britanniques de 2006
Les élections locales britanniques de 2006 ont eu lieu le 4 mai.

## Résultats

### National
| Parti | Parti                                          | Conseils | Conseils | Sièges | Sièges |
| Parti | Parti                                          | Élus     | +/-      | Élus   | +/-    |
| ----- | ---------------------------------------------- | -------- | -------- | ------ | ------ |
|       | Parti conservateur                             | 68       | +11      | 1830   | +316   |
|       | Parti travailliste                             | 30       | -17      | 1439   | -319   |
|       | Libéraux-démocrates                            | 13       | +1       | 909    | +2     |
|       | Association des résidents                      | 0        | =        | 35     | -13    |
|       | Parti national britannique                     | 0        | =        | 32     | +27    |
|       | Parti vert                                     | 0        | =        | 29     | +20    |
|       | Parti du respect                               | 0        | =        | 16     | +13    |
|       | Parti libéral                                  | 0        | =        | 8      | -2     |
|       | Communauté indépendante et intérêt de la santé | 0        | =        | 5      | +1     |
|       | Alliance des peuples chrétiens                 | 0        | =        | 3      | +2     |
|       | Parti socialiste                               | 0        | =        | 3      | =      |
|       | UKIP                                           | 0        | =        | 1      | =      |
|       | Autres                                         | 0        | =        | 108    | -50    |
|       | Conseil sans majorité                          | 65       | +5       |        |        |

### Arrondissements de Londres

Résultats à Londres.

| Conseil                | Majorité sortante | Majorité sortante | Majorité élue | Majorité élue |
| ---------------------- | ----------------- | ----------------- | ------------- | ------------- |
| Barking and Dagenham   |                   | Travailliste      |               | Travailliste  |
| Barnet                 |                   | Conservateur      |               | Conservateur  |
| Bexley                 |                   | Travailliste      |               | Conservateur  |
| Brent                  |                   | Travailliste      |               | Sans majorité |
| Bromley                |                   | Conservateur      |               | Conservateur  |
| Camden                 |                   | Travailliste      |               | Sans majorité |
| Croydon                |                   | Travailliste      |               | Conservateur  |
| Ealing                 |                   | Travailliste      |               | Conservateur  |
| Enfield                |                   | Conservateur      |               | Conservateur  |
| Greenwich              |                   | Travailliste      |               | Travailliste  |
| Hackney                |                   | Travailliste      |               | Travailliste  |
| Hammersmith and Fulham |                   | Travailliste      |               | Conservateur  |
| Haringey               |                   | Travailliste      |               | Travailliste  |
| Harrow                 |                   | Sans majorité     |               | Conservateur  |
| Havering               |                   | Sans majorité     |               | Conservateur  |
| Hillingdon             |                   | Sans majorité     |               | Conservateur  |
| Hounslow               |                   | Travailliste      |               | Sans majorité |
| Islington              |                   | LibDem            |               | Sans majorité |
| Kensington and Chelsea |                   | Conservateur      |               | Conservateur  |
| Kingston upon Thames   |                   | LibDem            |               | LibDem        |
| Lambeth                |                   | Sans majorité     |               | Travailliste  |
| Lewisham               |                   | Travailliste      |               | Sans majorité |
| Merton                 |                   | Travailliste      |               | Sans majorité |
| Newham                 |                   | Travailliste      |               | Travailliste  |
| Redbridge              |                   | Conservateur      |               | Conservateur  |
| Richmond upon Thames   |                   | Conservateur      |               | LibDem        |
| Southwark              |                   | Sans majorité     |               | Sans majorité |
| Sutton                 |                   | LibDem            |               | LibDem        |
| Tower Hamlets          |                   | Travailliste      |               | Travailliste  |
| Waltham Forest         |                   | Sans majorité     |               | Sans majorité |
| Wandsworth             |                   | Conservateur      |               | Conservateur  |
| Westminster            |                   | Conservateur      |               | Conservateur  |

### Arrondissements métropolitain
Dans les 36 arrondissements métropolitains, un tiers du conseil est renouvelé.
| Conseil             | Majorité sortante | Majorité sortante | Majorité élue | Majorité élue |
| ------------------- | ----------------- | ----------------- | ------------- | ------------- |
| Barnsley            |                   | Travailliste      |               | Travailliste  |
| Birmingham          |                   | Sans majorité     |               | Sans majorité |
| Bolton              |                   | Sans majorité     |               | Sans majorité |
| Bradford            |                   | Sans majorité     |               | Sans majorité |
| Bury                |                   | Travailliste      |               | Sans majorité |
| Calderdale          |                   | Sans majorité     |               | Sans majorité |
| Coventry            |                   | Sans majorité     |               | Conservateur  |
| Doncaster           |                   | Sans majorité     |               | Sans majorité |
| Dudley              |                   | Conservateur      |               | Conservateur  |
| Gateshead           |                   | Travailliste      |               | Travailliste  |
| Kirklees            |                   | Sans majorité     |               | Sans majorité |
| Knowsley            |                   | Travailliste      |               | Travailliste  |
| Leeds               |                   | Sans majorité     |               | Sans majorité |
| Liverpool           |                   | LibDem            |               | LibDem        |
| Manchester          |                   | Travailliste      |               | Travailliste  |
| Newcastle upon Tyne |                   | LibDem            |               | LibDem        |
| North Tyneside      |                   | Sans majorité     |               | Sans majorité |
| Oldham              |                   | Travailliste      |               | Travailliste  |
| Rochdale            |                   | Sans majorité     |               | Sans majorité |
| Rotherham           |                   | Travailliste      |               | Travailliste  |
| St Helens           |                   | Sans majorité     |               | Sans majorité |
| Salford             |                   | Travailliste      |               | Travailliste  |
| Sandwell            |                   | Travailliste      |               | Travailliste  |
| Sefton              |                   | Sans majorité     |               | Sans majorité |
| Sheffield           |                   | Travailliste      |               | Travailliste  |
| Solihull            |                   | Conservateur      |               | Conservateur  |
| South Tyneside      |                   | Travailliste      |               | Travailliste  |
| Stockport           |                   | LibDem            |               | LibDem        |
| Sunderland          |                   | Travailliste      |               | Travailliste  |
| Tameside            |                   | Travailliste      |               | Travailliste  |
| Trafford            |                   | Conservateur      |               | Conservateur  |
| Wakefield           |                   | Travailliste      |               | Travailliste  |
| Walsall             |                   | Conservateur      |               | Conservateur  |
| Wigan               |                   | Travailliste      |               | Travailliste  |
| Wirral              |                   | Sans majorité     |               | Sans majorité |
| Wolverhampton       |                   | Travailliste      |               | Travailliste  |

### Autorité unitaire
Dans les 20 autorités unitaires, un tiers du conseil est renouvelé.
| Conseil                 | Majorité sortante | Majorité sortante | Majorité élue | Majorité élue |
| ----------------------- | ----------------- | ----------------- | ------------- | ------------- |
| Blackburn with Darwen   |                   | Travailliste      |               | Travailliste  |
| Bristol                 |                   | Sans majorité     |               | Sans majorité |
| Derby                   |                   | Travailliste      |               | Sans majorité |
| Halton                  |                   | Travailliste      |               | Travailliste  |
| Hartlepool              |                   | Travailliste      |               | Travailliste  |
| Kingston upon Hull      |                   | Sans majorité     |               | Sans majorité |
| Milton Keynes           |                   | LibDem            |               | Sans majorité |
| North East Lincolnshire |                   | Sans majorité     |               | Sans majorité |
| Peterborough            |                   | Conservateur      |               | Conservateur  |
| Plymouth                |                   | Travailliste      |               | Sans majorité |
| Portsmouth              |                   | Sans majorité     |               | Sans majorité |
| Reading                 |                   | Travailliste      |               | Travailliste  |
| Slough                  |                   | Sans majorité     |               | Sans majorité |
| Southampton             |                   | Sans majorité     |               | Sans majorité |
| Southend-on-Sea         |                   | Conservateur      |               | Conservateur  |
| Stoke-on-Trent          |                   | Travailliste      |               | Sans majorité |
| Swindon                 |                   | Conservateur      |               | Conservateur  |
| Thurrock                |                   | Conservateur      |               | Conservateur  |
| Warrington              |                   | Travailliste      |               | Sans majorité |
| Wokingham               |                   | Conservateur      |               | Conservateur  |

### Conseils de districts

#### Moitié du conseil à renouveler
| Conseil               | Majorité sortante | Majorité sortante | Majorité élue | Majorité élue |
| --------------------- | ----------------- | ----------------- | ------------- | ------------- |
| Adur                  |                   | Conservateur      |               | Conservateur  |
| Cheltenham            |                   | Sans majorité     |               | Sans majorité |
| Fareham               |                   | Conservateur      |               | Conservateur  |
| Gosport               |                   | Inconnu           |               | Sans majorité |
| Hastings              |                   | Inconnu           |               | Conservateur  |
| Nuneaton and Bedworth |                   | Travailliste      |               | Travailliste  |
| Oxford                |                   | Sans majorité     |               | Sans majorité |

#### Un tiers des sièges à renouveler
| Conseil                   | Majorité sortante | Majorité sortante | Majorité élue | Majorité élue |
| ------------------------- | ----------------- | ----------------- | ------------- | ------------- |
| Amber Valley              |                   | Conservateur      |               | Conservateur  |
| Barrow-in-Furness         |                   | Inconnu           |               | Sans majorité |
| Basildon                  |                   | Conservateur      |               | Conservateur  |
| Basingstoke and Deane     |                   | Sans majorité     |               | Sans majorité |
| Bassetlaw                 |                   | Inconnu           |               | Conservateur  |
| Bedford                   |                   | Sans majorité     |               | Sans majorité |
| Brentwood                 |                   | Conservateur      |               | Conservateur  |
| Broxbourne                |                   | Conservateur      |               | Conservateur  |
| Burnley                   |                   | Sans majorité     |               | Sans majorité |
| Cambridge                 |                   | LibDem            |               | LibDem        |
| Cannock Chase             |                   | Sans majorité     |               | Sans majorité |
| Carlisle                  |                   | Sans majorité     |               | Sans majorité |
| Castle Point              |                   | Conservateur      |               | Conservateur  |
| Cherwell                  |                   | Conservateur      |               | Conservateur  |
| Chester                   |                   | Sans majorité     |               | Sans majorité |
| Chorley                   |                   | Inconnu           |               | Conservateur  |
| Colchester                |                   | Sans majorité     |               | Sans majorité |
| Congleton                 |                   | Conservateur      |               | Conservateur  |
| Craven                    |                   | Sans majorité     |               | Sans majorité |
| Crawley                   |                   | Inconnu           |               | Conservateur  |
| Crewe and Nantwich        |                   | Sans majorité     |               | Sans majorité |
| Daventry                  |                   | Conservateur      |               | Conservateur  |
| Eastbourne                |                   | Conservateur      |               | Conservateur  |
| Eastleigh                 |                   | LibDem            |               | LibDem        |
| Ellesmere Port and Neston |                   | Travailliste      |               | Travailliste  |
| Elmbridge                 |                   | Sans majorité     |               | Sans majorité |
| Epping Forest             |                   | Sans majorité     |               | Sans majorité |
| Exeter                    |                   | Sans majorité     |               | Sans majorité |
| Gloucester                |                   | Sans majorité     |               | Sans majorité |
| Great Yarmouth            |                   | Conservateur      |               | Conservateur  |
| Harlow                    |                   | Sans majorité     |               | Sans majorité |
| Harrogate                 |                   | Inconnu           |               | Sans majorité |
| Hart                      |                   | Sans majorité     |               | Sans majorité |
| Havant                    |                   | Conservateur      |               | Conservateur  |
| Hertsmere                 |                   | Conservateur      |               | Conservateur  |
| Huntingdonshire           |                   | Conservateur      |               | Conservateur  |
| Hyndburn                  |                   | Conservateur      |               | Conservateur  |
| Ipswich                   |                   | Sans majorité     |               | Sans majorité |
| Lincoln                   |                   | Travailliste      |               | Travailliste  |
| Macclesfield              |                   | Conservateur      |               | Conservateur  |
| Maidstone                 |                   | Sans majorité     |               | Sans majorité |
| Mole Valley               |                   | Inconnu           |               | Conservateur  |
| Newcastle-under-Lyme      |                   | Inconnu           |               | Sans majorité |
| North Hertfordshire       |                   | Conservateur      |               | Conservateur  |
| Norwich                   |                   | Sans majorité     |               | Sans majorité |
| Pendle                    |                   | LibDem            |               | LibDem        |
| Penwith                   |                   | Sans majorité     |               | Sans majorité |
| Preston                   |                   | Sans majorité     |               | Sans majorité |
| Purbeck                   |                   | Conservateur      |               | Conservateur  |
| Redditch                  |                   | Inconnu           |               | Sans majorité |
| Reigate and Banstead      |                   | Conservateur      |               | Conservateur  |
| Rochford                  |                   | Conservateur      |               | Conservateur  |
| Rossendale                |                   | Conservateur      |               | Conservateur  |
| Rugby                     |                   | Sans majorité     |               | Sans majorité |
| Runnymede                 |                   | Conservateur      |               | Conservateur  |
| Rushmoor                  |                   | Conservateur      |               | Conservateur  |
| St Albans                 |                   | Inconnu           |               | LibDem        |
| Shrewsbury and Atcham     |                   | Inconnu           |               | Conservateur  |
| South Bedfordshire        |                   | Conservateur      |               | Conservateur  |
| South Cambridgeshire      |                   | Sans majorité     |               | Sans majorité |
| South Lakeland            |                   | Inconnu           |               | LibDem        |
| Stevenage                 |                   | Travailliste      |               | Travailliste  |
| Stratford-on-Avon         |                   | Conservateur      |               | Conservateur  |
| Stroud                    |                   | Conservateur      |               | Conservateur  |
| Swale                     |                   | Conservateur      |               | Conservateur  |
| Tamworth                  |                   | Conservateur      |               | Conservateur  |
| Tandridge                 |                   | Conservateur      |               | Conservateur  |
| Three Rivers              |                   | LibDem            |               | LibDem        |
| Tunbridge Wells           |                   | Conservateur      |               | Conservateur  |
| Watford                   |                   | LibDem            |               | LibDem        |
| Waveney                   |                   | Conservateur      |               | Conservateur  |
| Welwyn Hatfield           |                   | Conservateur      |               | Conservateur  |
| West Lancashire           |                   | Conservateur      |               | Conservateur  |
| West Lindsey              |                   | Inconnu           |               | Sans majorité |
| West Oxfordshire          |                   | Conservateur      |               | Conservateur  |
| Weymouth and Portland     |                   | Sans majorité     |               | Sans majorité |
| Winchester                |                   | Inconnu           |               | Conservateur  |
| Woking                    |                   | Sans majorité     |               | Sans majorité |
| Worcester                 |                   | Conservateur      |               | Conservateur  |
| Worthing                  |                   | Conservateur      |               | Conservateur  |
| Wyre Forest               |                   | Sans majorité     |               | Sans majorité |